# Oxymycterus nasutus
Oxymycterus nasutus é uma espécie de roedor da família Cricetidae. Pode ser encontrada no Uruguai e Brasil.